# Specie di Persicaria
Elenco delle specie di Persicaria:

## A

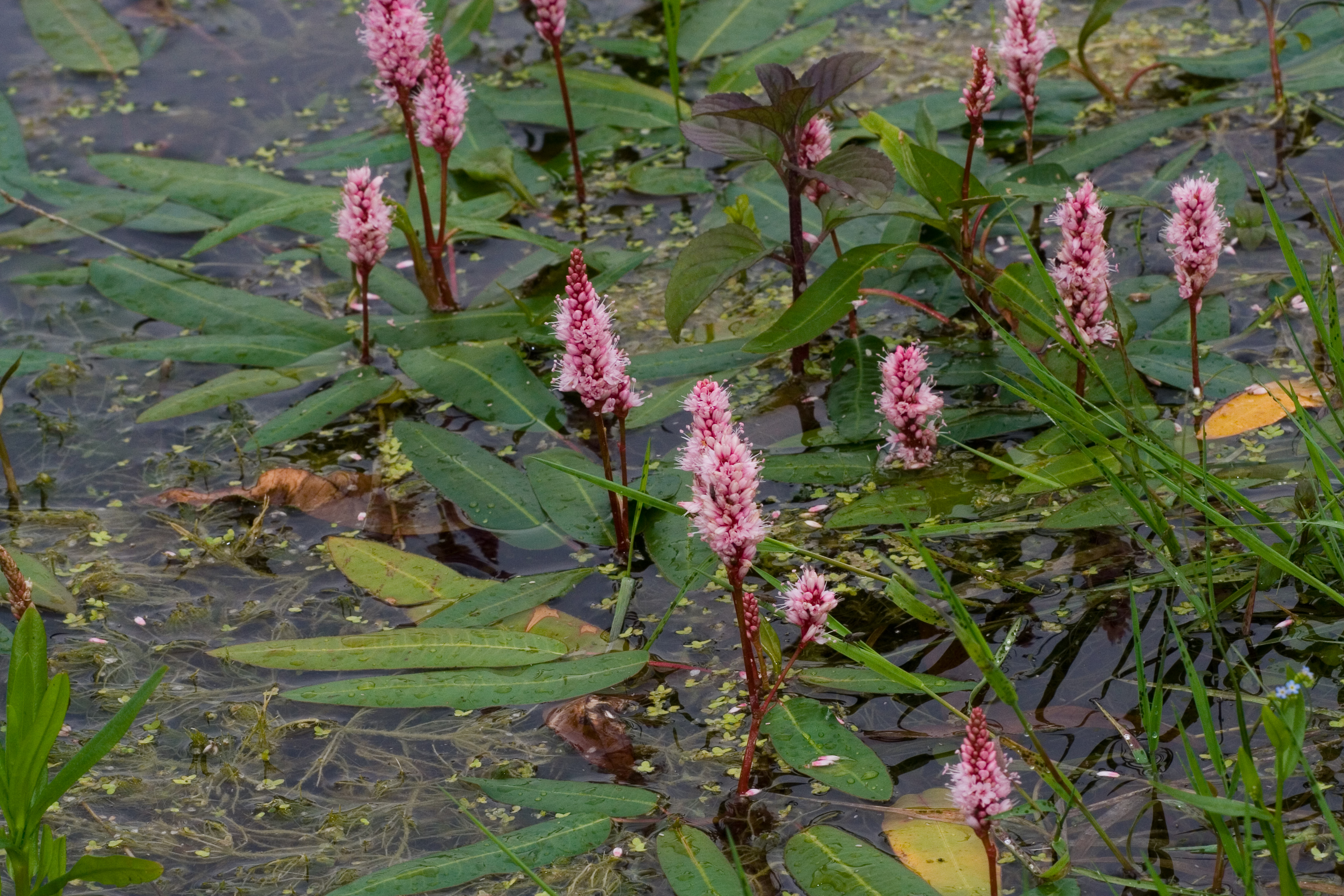
Persicaria amphibia

- Persicaria acuminata (Kunth) M.Gómez
- Persicaria akakiensis (Cufod.) Soják
- Persicaria × ambigua (Meisn.) B.Bock
- Persicaria amphibia (L.) Delarbre
- Persicaria angustifolia (Pall.) Ronse Decr.
- Persicaria arifolia (L.) Haraldson
- Persicaria assamica (Meisn.) Soják
- Persicaria attenuata (R.Br.) Soják

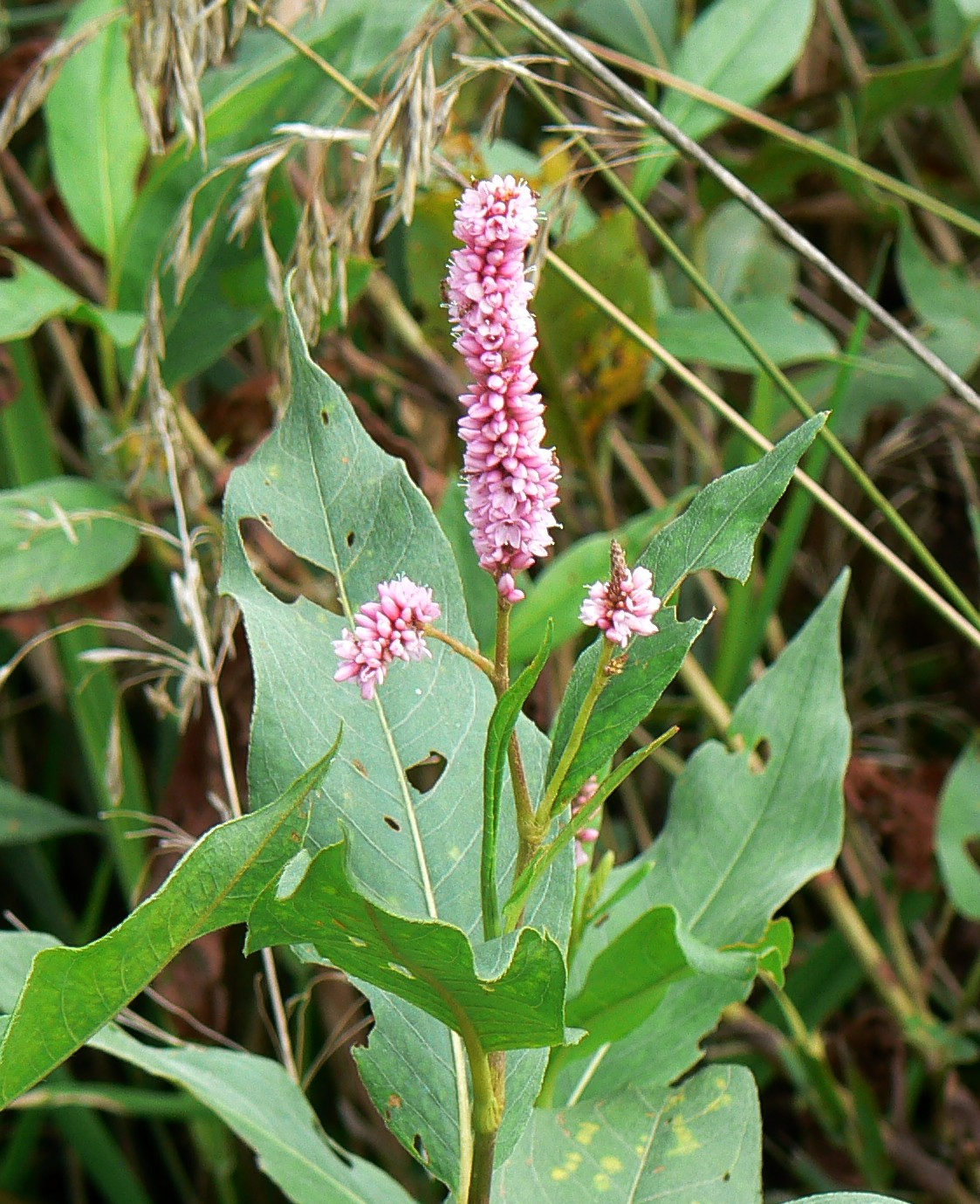
Persicaria bicornis

## B
- Persicaria barbata (L.) H.Hara
- Persicaria × bicolor (Borbás) Soják
- Persicaria biconvexa (Hayata) Nemoto
- Persicaria bicornis (Raf.) Nieuwl.
- Persicaria borneensis (Meisn.) Soják
- Persicaria × brauniana (F.W.Schultz) Soják
- Persicaria breviochreata (Makino) Ohki
- Persicaria bungeana (Turcz.) Nakai

## C

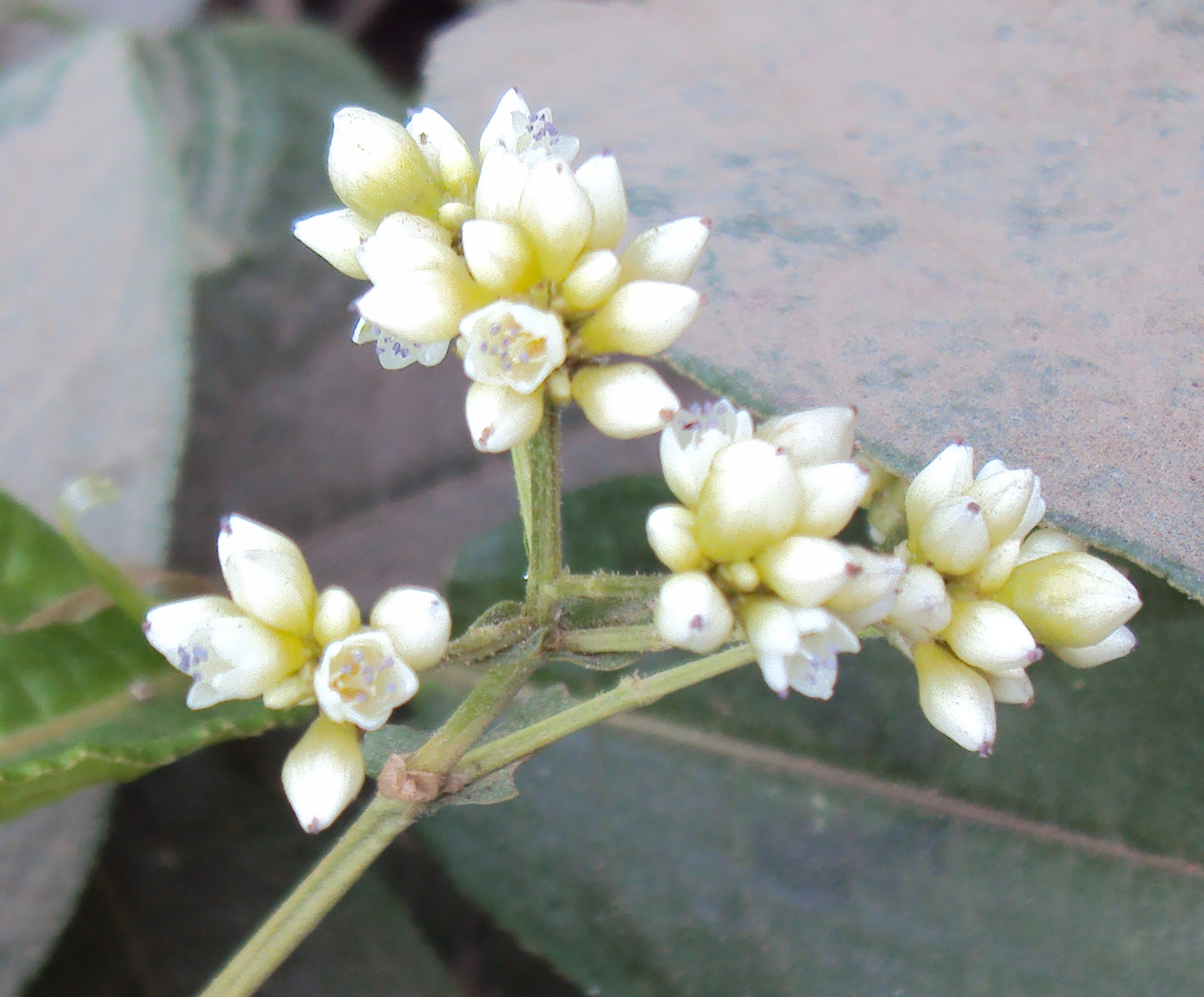
Persicaria chinensis

- Persicaria capitata (Buch.-Ham. ex D.Don) H.Gross
- Persicaria careyi (Olney) Greene
- Persicaria celebica (Danser) Soják
- Persicaria cespitosa (Blume) Nakai
- Persicaria changhuaensis H.W.Zhang & X.F.Jin
- Persicaria chinensis (L.) H.Gross
- Persicaria clivorum Seriz.
- Persicaria × condensata (F.W.Schultz) Soják
- Persicaria criopolitana (Hance) Migo

## D

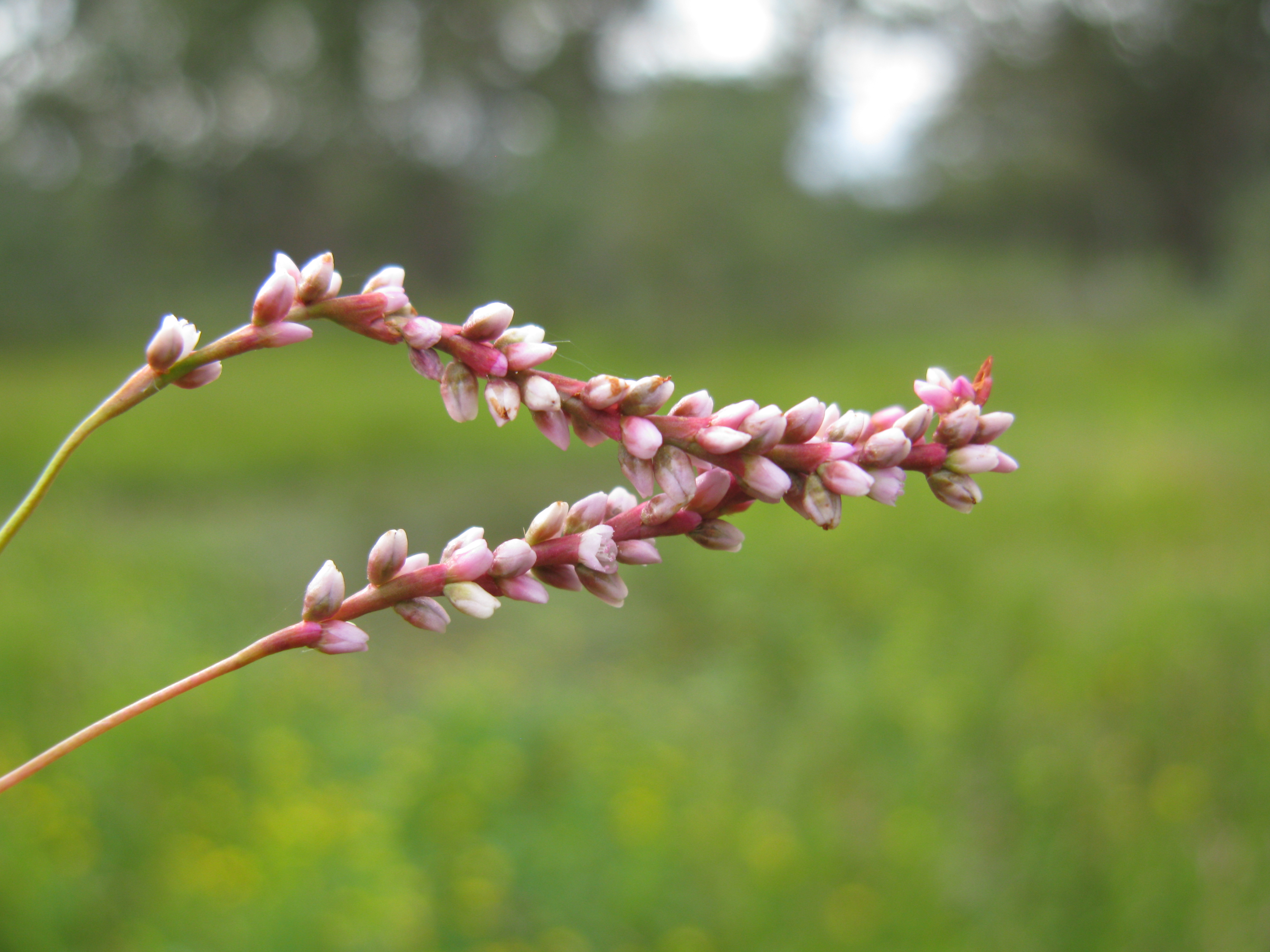
Persicaria decipiens

- Persicaria debilis (Meisn.) H.Gross ex W.Lee
- Persicaria decipiens (R.Br.) K.L.Wilson
- Persicaria dichotoma (Blume) Masam.
- Persicaria diospyrifolia (Cham. & Schltdl.) Funez & Hassemer
- Persicaria dissitiflora (Hemsl.) H.Gross ex T.Mori

## E
- Persicaria eciliata M.A.Hassan
- Persicaria elatior (R.Br.) Soják
- Persicaria erectominor (Makino) Nakai
- Persicaria extremiorientalis (Vorosch.) Tzvelev

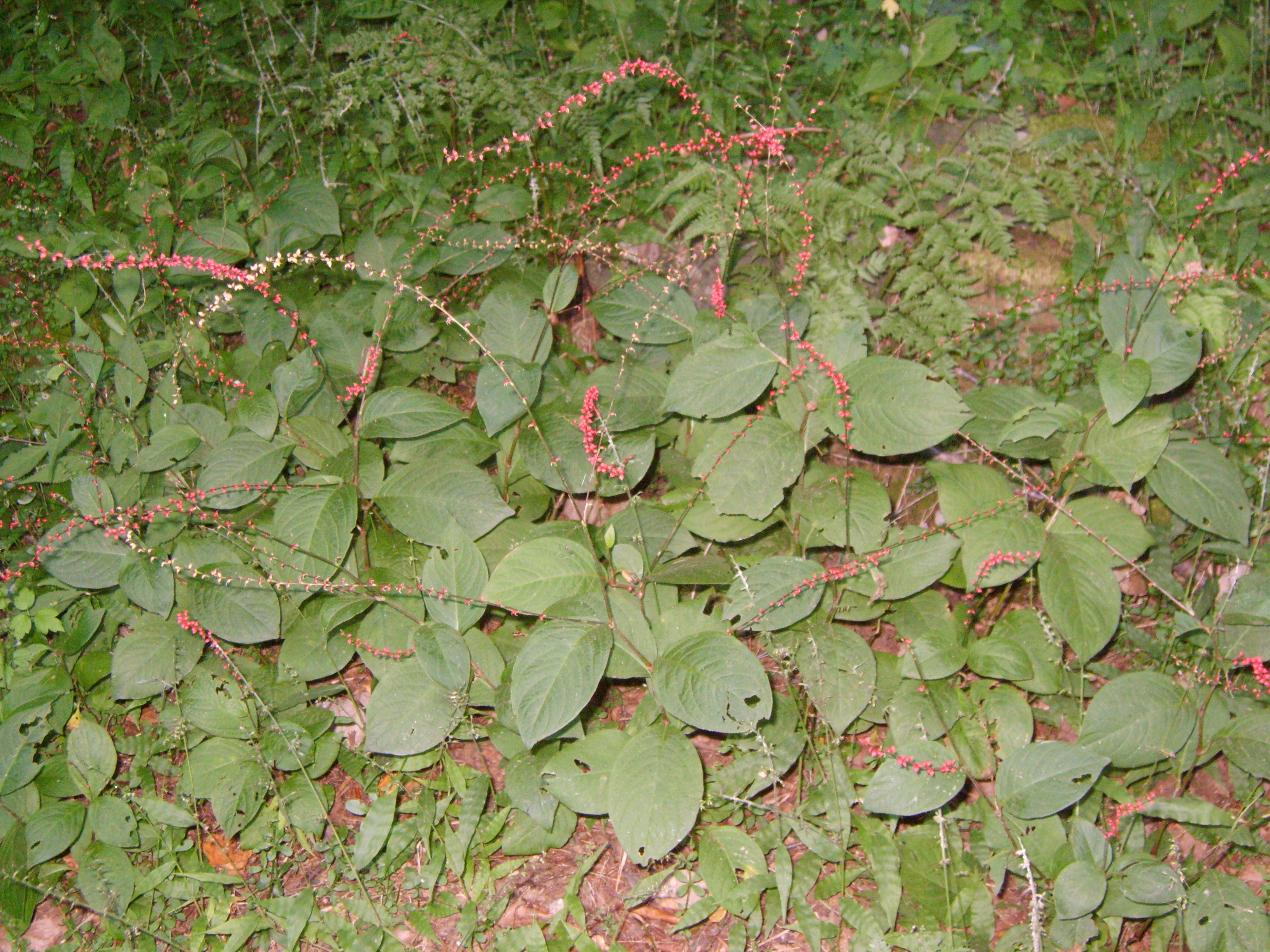
Persicaria filiformis

## F
- Persicaria ferruginea (Wedd.) Soják
- Persicaria × figertii (Beck) Soják
- Persicaria filiformis (Thunb.) Nakai
- Persicaria foliosa (H.Lindb.) Kitag.

## G

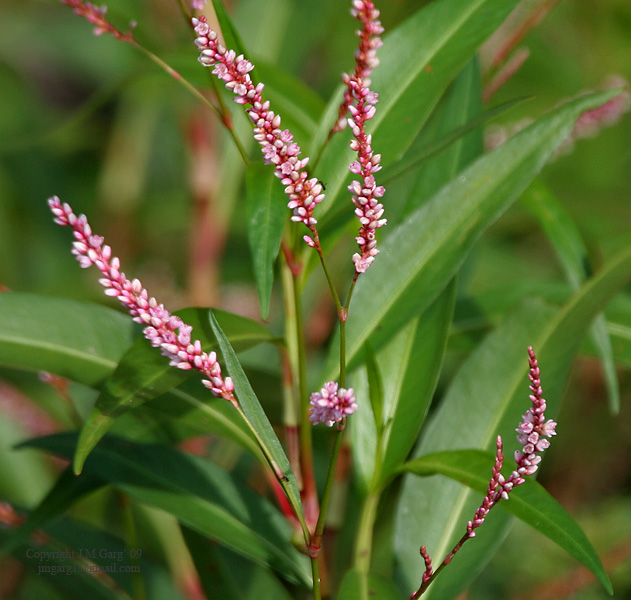
Persicaria glabra

- Persicaria galapagensis (Caruel) Galasso
- Persicaria geocarpica Suyama & K.Ueda
- Persicaria glabra (Willd.) M.Gómez
- Persicaria glacialis (Meisn.) H.Hara
- Persicaria glandulopilosa (De Wild.) Soják
- Persicaria glomerata (Dammer) S.Ortiz & Paiva
- Persicaria greuteriana Galasso

## H

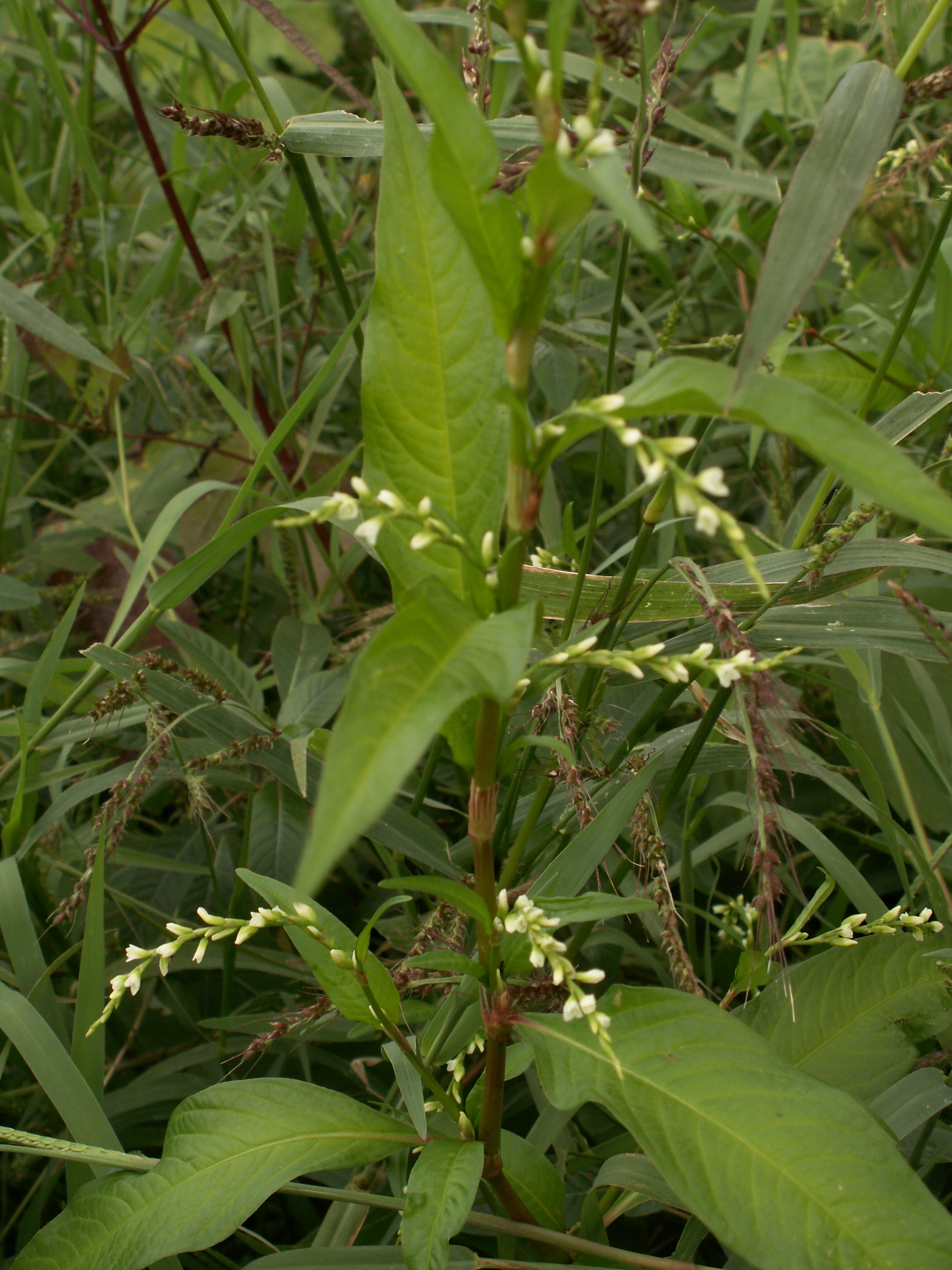
Persicaria hydropiper

- Persicaria hassegawae Hanai & Seriz.
- Persicaria hastatosagittata (Makino) Nakai
- Persicaria × hervieri (Beck) Soják
- Persicaria hirsuta (Walter) Small
- Persicaria hispida (Kunth) M.Gómez
- Persicaria huananensis (A.J.Li) B.Li
- Persicaria humboldtiana Funez & Hassemer
- Persicaria humilis (Meisn.) H.Hara
- Persicaria × hybrida (Chaub. ex St.-Amans) Soják
- Persicaria hydropiper (L.) Delarbre
- Persicaria hydropiperoides (Michx.) Small
- Persicaria hystricula (J.Schust.) Soják

## I
- Persicaria imeretina (Kom.) Soják
- Persicaria × intercedens (Beck) Soják

## J
- Persicaria japonica (Meisn.) Nakai
- Persicaria javanica (Bruyn) Soják
- Persicaria jucunda (Meisn.) Migo

## K
- Persicaria kawagoeana (Makino) Nakai

## L
- Persicaria lanata (Roxb.) Tzvelev

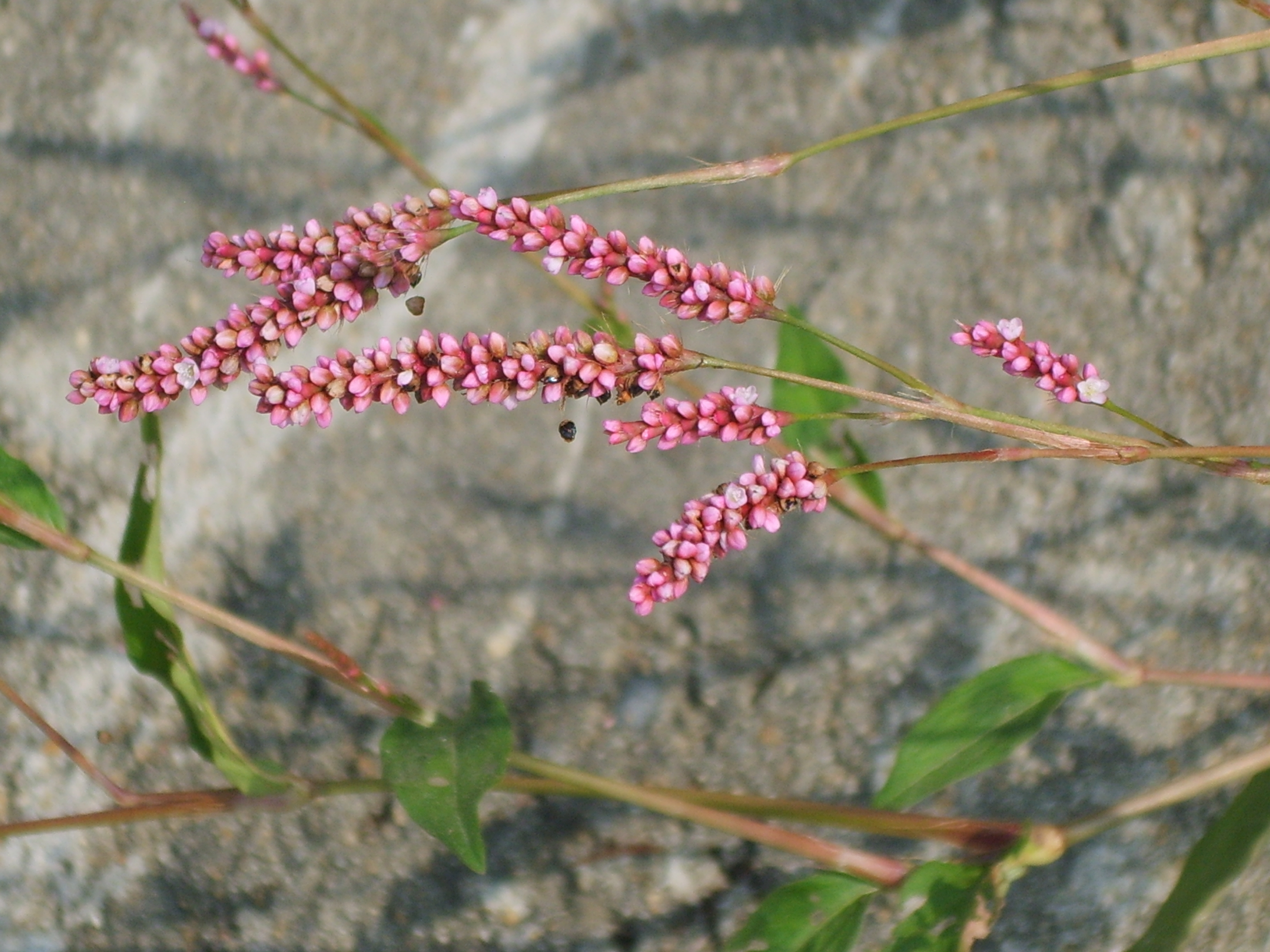
Persicaria longiseta

- Persicaria lankeshanensis T.J.Liang & Bo Li
- Persicaria lapathifolia (L.) Delarbre
- Persicaria leblebicii (Yıld.) Raus
- Persicaria lii Kitag.
- Persicaria limbata (Meisn.) H.Hara
- Persicaria limicola (Sam.) Yonek. & H.Ohashi
- Persicaria longiflora (Courchet) Borodina
- Persicaria longiseta (Bruijn) Kitag.

## M

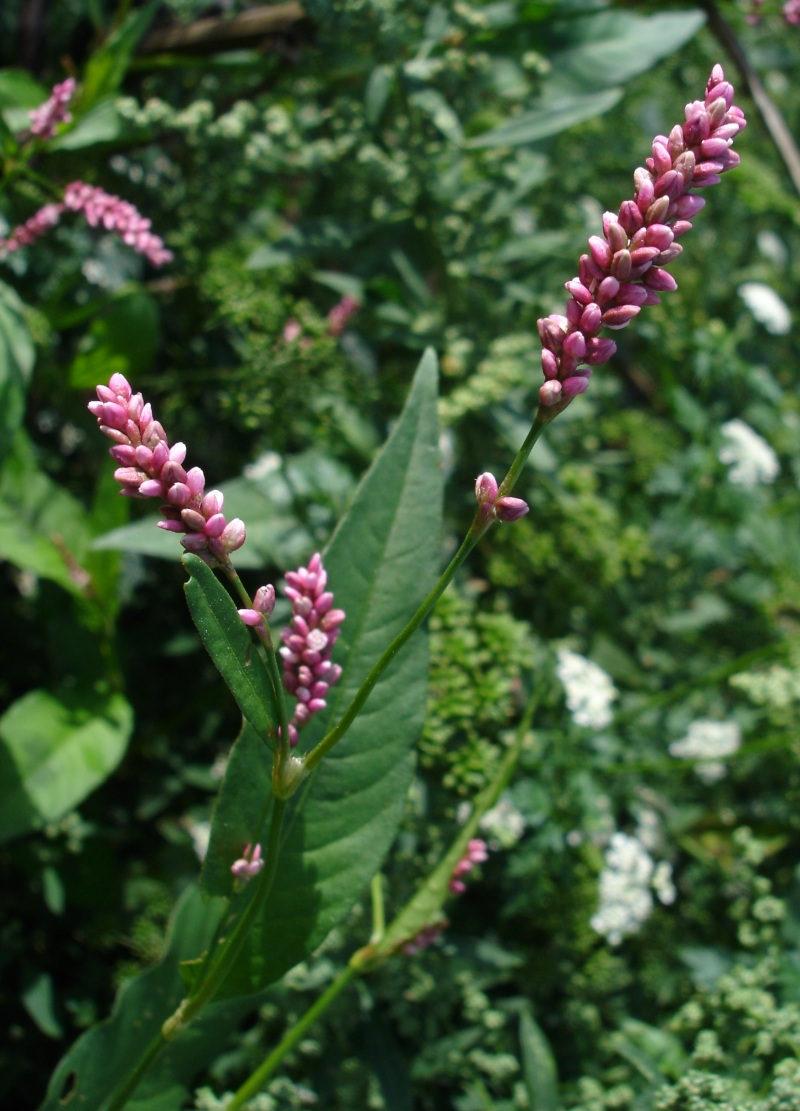
Persicaria maculosa

- Persicaria maackiana (Regel) Nakai
- Persicaria macrantha (Meisn.) Haraldson
- Persicaria maculosa Gray
- Persicaria madagascariensis (Meisn.) S.Ortiz & Paiva
- Persicaria manshuricola Kitag.
- Persicaria meisneriana (Cham. & Schltdl.) M.Gómez
- Persicaria microcephala (D.Don) H.Gross
- Persicaria mikawana Hanai & Seriz.
- Persicaria minor (Huds.) Opiz
- Persicaria mitis (Schrank) Assenov
- Persicaria muricata (Meisn.) Nemoto
- Persicaria × musashinoensis Hiyama

## N
- Persicaria nakaii (H.Hara) Cubey
- Persicaria nataliae Stepanov

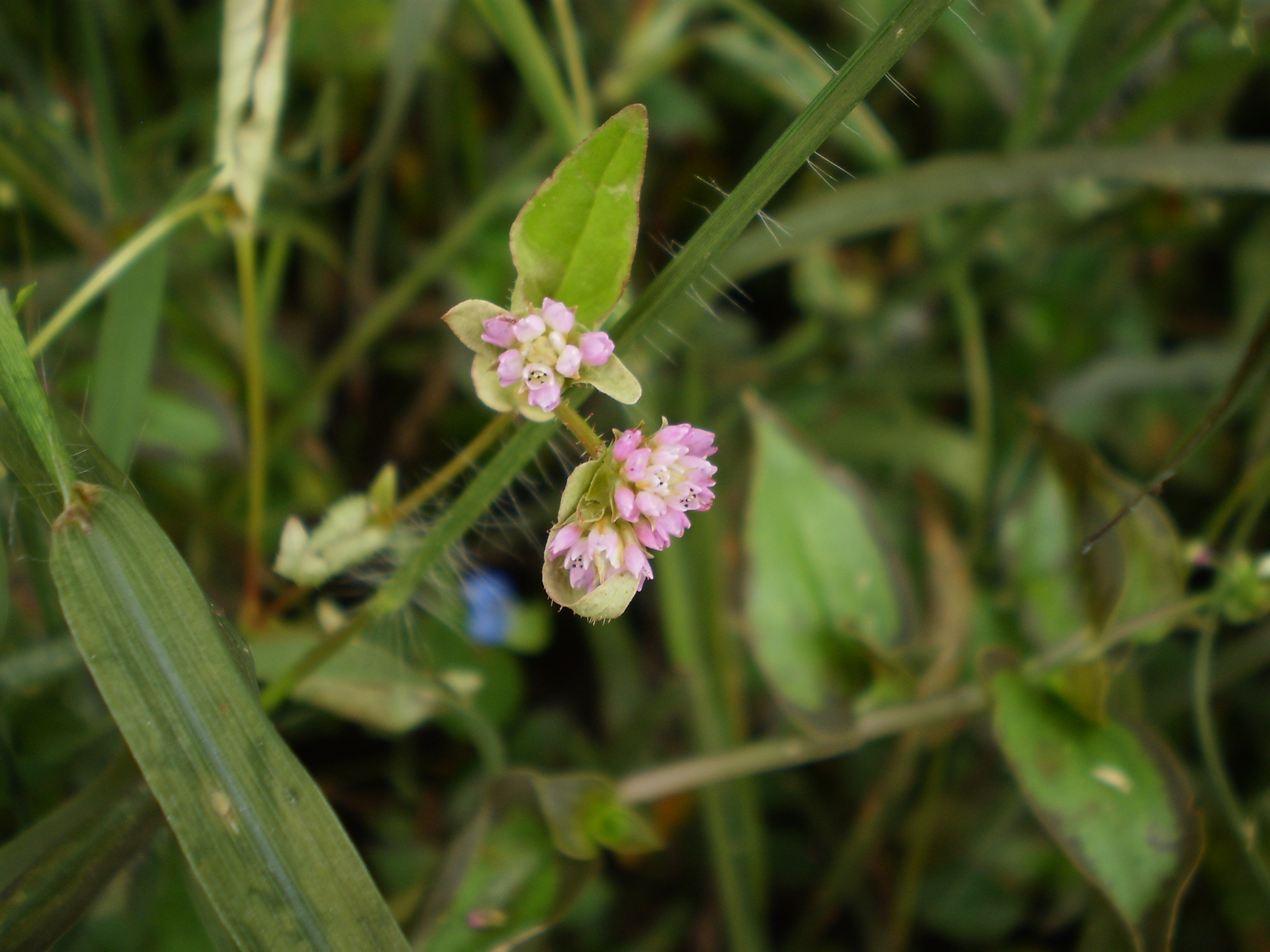
Persicaria nepalensis

- Persicaria neofiliformis (Nakai) Ohki
- Persicaria nepalensis (Meisn.) H.Gross
- Persicaria nogueirae S.Ortiz & Paiva

## O
- Persicaria obtusifolia (Täckh. & Boulos) Greuter & Burdet
- Persicaria odorata (Lour.) Soják
- Persicaria orientalis (L.) Spach

## P

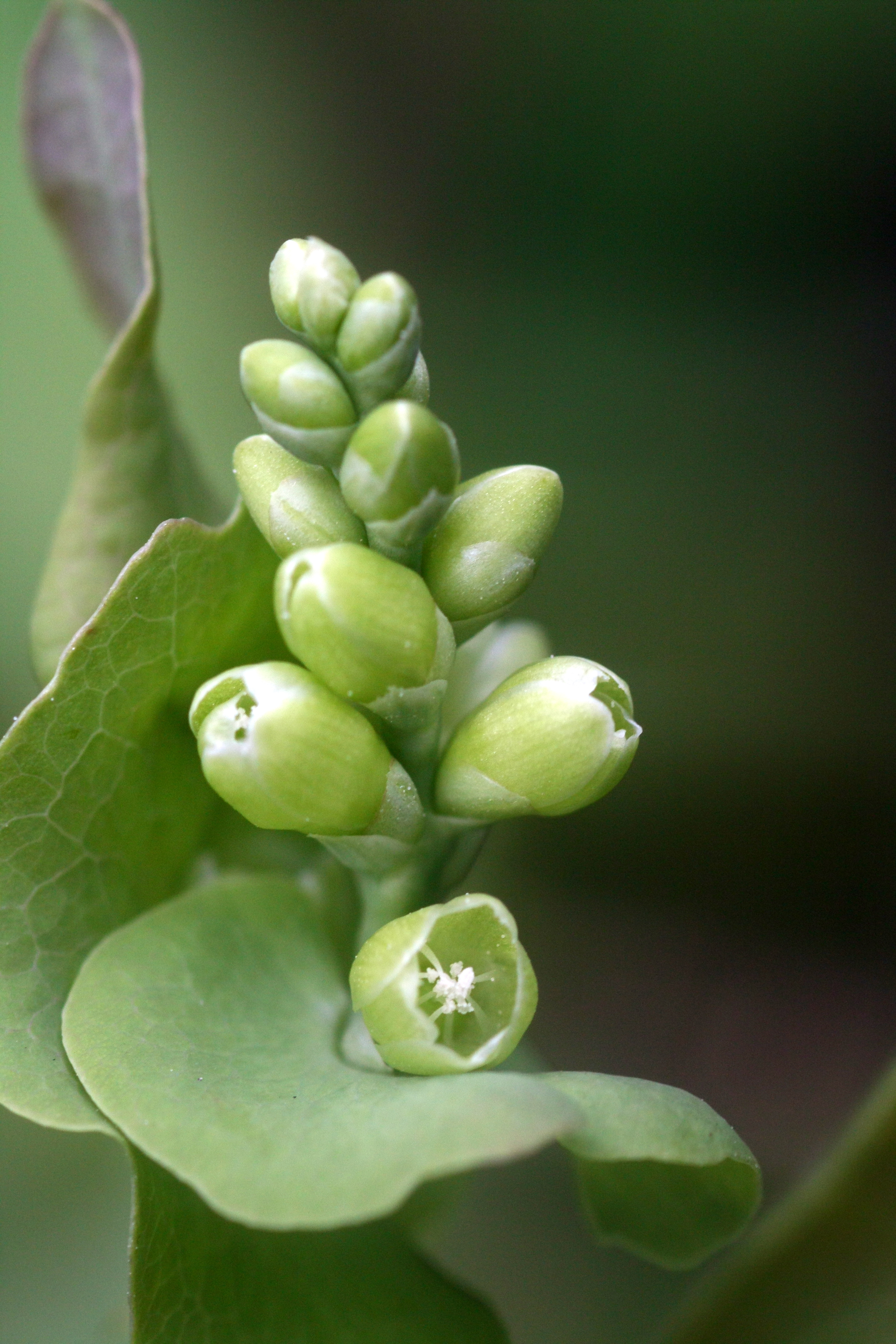
Persicaria perfoliata

- Persicaria palmata (Dunn) Yonek. & H.Ohashi
- Persicaria paradoxa (H.Lév.) Kantachot
- Persicaria paraguayensis (Wedd.) S.T.Kim & Donoghue
- Persicaria paralimicola (A.J.Li) B.Li
- Persicaria pensylvanica (L.) M.Gómez
- Persicaria perfoliata (L.) H.Gross
- Persicaria peruviana (Meisn.) Soják
- Persicaria pilushanensis (Y.C.Liu & C.H.Ou) C.F.Kuo ex T.C.Hsu & S.W.Chung
- Persicaria pinetorum (Hemsl.) H.Gross
- Persicaria poiretii (Meisn.) K.L.Wilson
- Persicaria posumbu (Buch.-Ham. ex D.Don) H.Gross
- Persicaria praetermissa (Hook.f.) H.Hara
- Persicaria prostrata (R.Br.) Soják
- Persicaria × pseudoincana (Klokov) Doweld
- Persicaria × pseudolapathum (Schur) D.H.Kent
- Persicaria pubescens (Blume) H.Hara
- Persicaria pulchra Soják
- Persicaria punctata (Elliott) Small
- Persicaria puritanorum (Fernald) Soják

## R
- Persicaria robustior (Small) E.P.Bicknell
- Persicaria rotunda (Z.Z.Zhou & Q.Y.Sun) Bo Li
- Persicaria rubricaulis (Cham.) Galasso
- Persicaria runcinata (Buch.-Ham. ex D.Don) H.Gross

## S
- Persicaria sagittata (L.) H.Gross
- Persicaria sagittifolia H.Gross
- Persicaria segetum (Kunth) Small

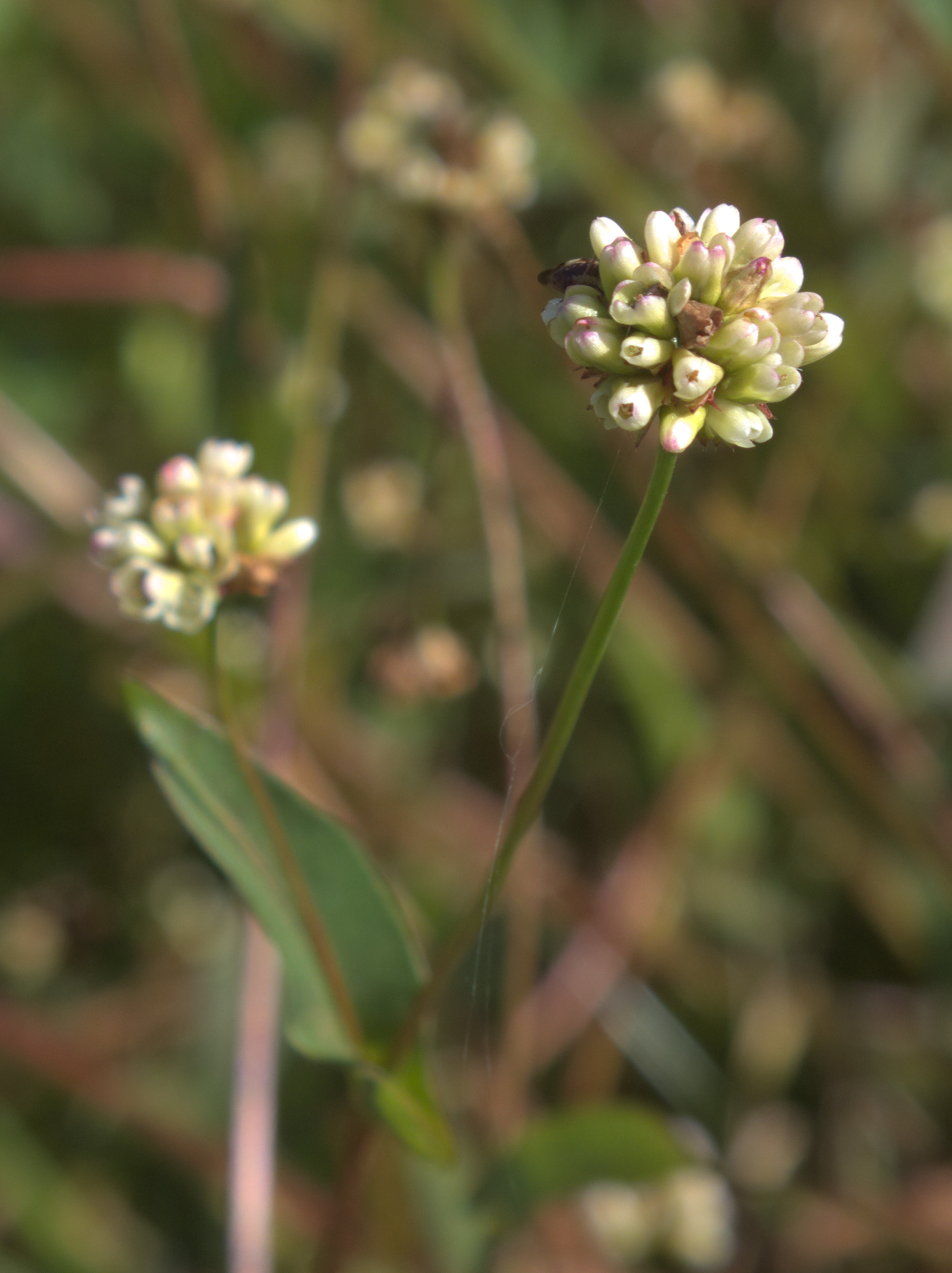
Persicaria sagittata

- Persicaria senegalensis (Meisn.) Soják
- Persicaria senticosa (Meisn.) H.Gross
- Persicaria setacea (Baldwin) Small
- Persicaria setosula (A.Rich.) K.L.Wilson
- Persicaria sinica Migo
- Persicaria sinuata (Royle ex Bab.) H.Gross
- Persicaria snobarii Munshi & Javeid
- Persicaria stagnina (Buch.-Ham. ex Meisn.) M.A.Hassan
- Persicaria stelligera (Cham.) Galasso
- Persicaria strigosa (R.Br.) H.Gross
- Persicaria strindbergii (J.Schust.) Galasso
- Persicaria subsessilis (R.Br.) K.L.Wilson
- Persicaria sylvestris Funez & Hassemer

## T
- Persicaria taitoinsularis (Masam.) Yonek.
- Persicaria taquetii (H.Lév.) Koidz.
- Persicaria thunbergii (Siebold & Zucc.) H.Gross
- Persicaria tinctoria (Aiton) Spach
- Persicaria tomentosa (Schrank) E.P.Bicknell
- Persicaria trigonocarpa (Makino) Nakai

## U
- Persicaria umbrosa (Sam.) Galasso

## V

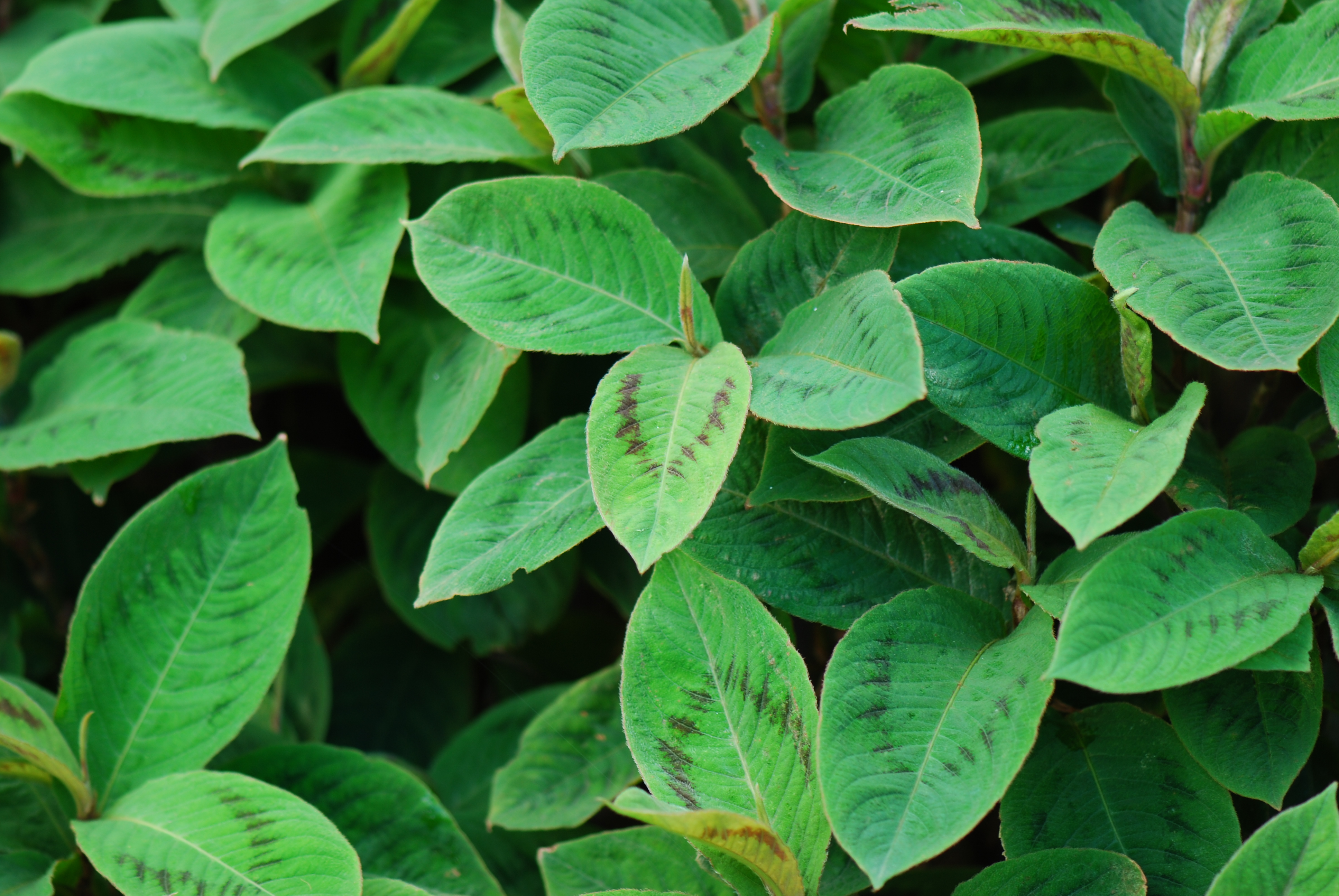
Persicaria virginiana

- Persicaria virginiana (L.) Gaertn.
- Persicaria viscofera (Makino) H.Gross
- Persicaria viscosa (Buch.-Ham. ex D.Don) H.Gross ex T.Mori

## W
- Persicaria wellensii (De Wild.) Soják
- Persicaria × wilmsii (Beck) Soják
- Persicaria wugongshanensis Bo Li